# Agua Dulce, Papantla
Agua Dulce är en ort i Mexiko.   Den ligger i kommunen Papantla och delstaten Veracruz, i den sydöstra delen av landet, 220 km nordost om huvudstaden Mexico City. Agua Dulce ligger 38 meter över havet och antalet invånare är 6 042.
Terrängen runt Agua Dulce är kuperad österut, men västerut är den platt. Agua Dulce ligger nere i en dal. Runt Agua Dulce är det ganska tätbefolkat, med 179 invånare per kvadratkilometer. Närmaste större samhälle är Papantla de Olarte, 9,8 km norr om Agua Dulce. Trakten runt Agua Dulce består till största delen av jordbruksmark.